# Conche (schiereiland)
Conche is een schiereiland van het eiland Newfoundland in de Canadese provincie Newfoundland en Labrador. Het bevindt zich in het uiterste noordoosten van Newfoundland en maakt in zijn volledigheid deel uit van de gemeente Conche.

## Geografie
Het schiereiland Conche ligt aan de oostkust van het Great Northern Peninsula, het meest noordelijke gedeelte van Newfoundland. Het is naast het nabijgelegen schiereiland Cape Rouge een van de enige schiereilanden langs de voorts erg rechte oostkust van het Great Northern Peninsula.
Conche heeft ruwweg de vorm van een driehoek die met zijn westelijke punt via een amper 300 meter brede istmus met Newfoundland verbonden is. Die istmus scheidt de in het zuiden gelegen Conche Harbour van de in het noorden gelegen Cape Rouge Harbour. De noordelijke kaap (Frauderesse Point) en de zuidelijke kaap (Fox Point) liggen 6,7 km uit elkaar. Het kleine Rouge Island ligt 6 km ten oosten van Frauderesse Point.

### Gemeente Conche
Het schiereiland Conche maakt deel uit van het grondgebied van de gemeente Conche. Dit vissersdorp is gevestigd aan de westelijke oever van het schiereiland, aan Conche Harbour. De buurt Southwest Crouse, die zich aan de noordrand van het dorp bevdint, is ook gedeeltelijk op de istmus gelegen.
Ongeveer een vijfde van het grondgebied van Conche strekt zich uit ten noorden van het schiereiland, al bevat dat gedeelte slechts een erg klein aantal huizen.